# NGC 7677
NGC 7677 is een balkspiraalstelsel in het sterrenbeeld Pegasus. Het hemelobject werd op 5 september 1864 ontdekt door de Duitse astronoom Albert Marth.

## Synoniemen
- UGC 12610
- IRAS 23256+2315
- MCG 4-55-15
- KCPG 584B
- MK 326
- KUG 2325+232
- ZWG 476.43
- VV 619
- PGC 71517